# Freier Fall
Freier Fall ou Free Fall (título em inglês) (Brasil: Queda Livre / Portugal: Em Queda Livre) é um longa-metragem independente da Alemanha do gênero drama lançado em 2013.
As filmagens começaram em Ludwigsburg, Alemanha, no Verão de 2012. Freier Fall tem sido comparado a Brokeback Mountain e recebeu boas críticas na sequência da sua estreia no Festival de Berlim em 8 de fevereiro de 2013, e no Frameline Film Festival, nos Estados Unidos, em 21 de junho de 2013. Freier Fall tem possível sequência para estreia em 2021.

## Sinopse
Marc Borgman (Koffler), um jovem policial, está em um curso de formação para a unidade de controle de distúrbios. Ele não está indo bem na academia de polícia, ficando atrás em seu grupo atleticamente. Arrogante e auto-confiante, Marc inicialmente não se dá bem com seu companheiro de quarto na academia, Kay Engel (Riemelt). Eles têm um confronto físico durante o exercício, mas depois pede desculpas por seu comportamento agressivo e eles se tornam amigos. Os dois começam correr juntos regularmente, um tempo durante o qual se envolvem sexualmente. Confuso e hesitante, Marc inicialmente repele, e mantém a sua distância, mas em seguida reconhece sua atração.

## Elenco
- Hanno Koffler - Marc Borgmann
- Max Riemelt - Kay Engel
- Katharina Schüttler - Bettina Bischoff
- Oliver Bröcker - Frank Richter
- Stephanie Schönfeld - Claudia Richter
- Britta Hammelstein - Britt Rebmann
- Shenja Lacher - Gregor Limpinski
- Maren Kroymann - Inge Borgmann
- Louis Lamprecht - Wolfgang Borgmann
- Vilmar Bieri - Lothar Bischoff
- Attila Borlan - Werner Brandt
- Horst Krebs - Bernd Eiden
- Samuel Schnepf - Benno Borgmann

## Prêmios
- Baden-Baden TV Film Festival 2013 - Nomeado - MFG Star Stephan Lacant (para melhor Diretor)
- 2013 - Festival de Berlim - Nomeado -  Stephan Lacant (para Melhor Diretor)[4]
- 2013 - Teddy Jury Award - Nomeado - Stephan Lacant (para Melhor Diretor)
- 2014 - German Film Awards - Nomeado - Prêmio Filme de Ouro para Melhor Performance por um Ator no Papel Principal - Hanno Koffler
- 2014 - German Film Critics Association Awards - Nomeado German Film Critics Award - Melhor Filme de Estreia - Stephan Lacant
- 2013 - Philadelphia International Gay & Lesbian Film Festival 2013 - Venceu Jury Prize - Melhor Destaque - Stephan Lacant (Diretor)
- 2013 - Schwerin Art of Film Festival - Venceu - Direction Award para Stephan Lacant (diretor)

## Trilha sonora
1. Wrong Turn (2:32)
2. Smoking Weed (2:16)
3. Under the Shower (1:34)
4. Mark Kissed Kay (1:27)
5. Nightswimming (3:19)
6. Run Away (1:28)
7. Keep Breathing Evenly, Pussy! (1:39)
8. In the Elevator (2:13)
9. The Woods: Love (2:47)
10. The Woods: Running (2:29)
11. At the Doorstep (2:47)
12. Police Operation Aftermath (2:50)
13. Abandoned Apartment (2:23)
14. Under the Shower II (2:51)
15. Heading Home (1:29)
16. Back on the Track (Tema de "Free Fall") (1:44)[5]

## Sequência
O ator principal, Max Riemelt, confirmou em 19 de março de 2015, que uma sequencia de Freier Fall estava sendo produzida. Stephan Lacant irá dirigir novamente. Em uma página do Facebook para a segunda parte da sequela ser conhecida internacionalmente, foi anunciada a produção do projeto pela empresa Crowdfunding.